# Hans Gude
Hans Fredrik Gude (Oslo, 13 marzo 1825 – Berlino, 17 agosto 1903) è stato un pittore norvegese, allievo di Andreas Achenbach.

## Biografia
Figlio del magistrato Ove Christian Gude e di Marie Elisabeth Brandt. Nel 1837, all'età di dodici anni iniziò a prendere lezioni di disegno presso il pittore paesaggista Johannes Flintoe, l'anno successivo venne ammesso alla Scuola Reale di disegno in cui Flintoe era insegnante. Il pittore Johan Sebastian Welhaven, riconosciuto il talento del giovane di cui aveva visto dei disegni, convinse il padre a permettere al figlio di trasferirsi in Germania per proseguire gli studi.
Nell'autunno del 1841 si recò a Düsseldorf per studiare pittura presso l'Accademia di Belle Arti della città, l'intenzione iniziale era quella di studiare pittura storica con Theodor Hildebrandt, Gude ben presto però si interessò alla pittura paesaggistica di Andreas Achenbach di cui divenne allievo privatamente. Nel 1842 venne ammesso alle lezioni di paesaggio di Johann Wilhelm Schirmer.
Una caratteristica dei paessaggisti della scuola di Düsseldorf era quella di trascorrere le estati nell'ambiente naturale per effettuare studi utilizzati poi come basi per i dipinti realizzati durante l'inverno, Gude tornò in Norvegia nell'estate del 1843, l'inverno successivo realizzò il quadro Høyfjell esposto alla Kunstforening di Oslo, uno spazio dedicato agli artisti emergenti. I paesaggi montuosi caratterizzarono la prima parte della sua carriera artistica, le opere chiamate Høyfjell (alta montagna) furono numerose.
Dell'inverno 1847-48 è Brudeferd i Hardanger, una delle opere realizzate insieme a Adolph Tidemand e del quale esistono diverse versioni.
Nel 1850, dopo un soggiorno di due anni a Oslo, tornò con la giovane moglie a Düsseldorf dove, nel 1854 divenne docente di pittura di paesaggio all'Accademia. Nello stesso periodo si ha una transizione della sua opera dal romanticismo ad uno stile più realista, tra i suoi motivi di questo periodo prevalgono le immagini costiere. Gude lasciò Düsseldorf nel 1862 dimettendosi dal suo incarico e si trasferì a Betws-y-Coed nel Galles settentrionale sperando di inserirsi nell'ambiente artistico locale di pittori en plein air, tecnica su cui Gude aveva dei dubbi perché riteneva che la natura andasse studiata in modo approfondito e questo non era compatibile con l'improvvisazione.
Nel 1864 assunse l'incarico di professore di pittura di paesaggio all'accademia di Karlsruhe, qui ebbe diversi allievi norvegesi tra cui Fredrik Collett, Amaldus Nielsen, Otto Sinding, Nicolai Ulfsten, Frits Thaulow e Kitty Kielland. A questi anni risalgono numerosi studi sui laghi tedeschi, il lago di Costanza e il Chiemsee in particolare e le scene costiere del fiordo di Oslo, in cui effettua ricerche sulla luce e il suo riflesso sulle onde e sulle acque agitate.
Nel 1880 divenne professore all'Accademia d'arte di Berlino dove rimase fino al 1902. Proseguì nel rappresentare paesaggi marini, tra i motivi la costa dell'isola di Rügen e il fiordo di Oslo. 
Gude fu insignito della Gran Croce dell'Ordine di Sant'Olav nel 1893, contemporaneamente a Henrik Ibsen. 
È sepolto nel Vår Frelsers gravlund a Oslo.
Suo figlio Nils, nato a Düsseldorf nel 1859, è stato un ritrattista.